# 突利可汗
突利可汗（Tölis qaγan、呉音：どちりかがん、漢音：とつりかがん、拼音：Tūlì kĕhàn、602年 - 631年）は、東突厥の小可汗。始畢可汗の嫡子で頡利可汗の甥。突利可汗（テリス・カガン：Tölis qaγan）というのは称号で、姓は阿史那氏、名は什鉢苾（しゅうはつひつ）という。

## 生涯
602年、阿史那咄吉世（始畢可汗）の嫡子として生まれる。
隋の大業年間（605年 - 618年）、什鉢苾が数歳の時、父の始畢可汗はその東牙の兵を統領させ、号して泥歩設（でいほ・シャド：官名）とした。また、什鉢苾は隋の淮南公主を娶る。
武徳2年（619年）2月、始畢可汗が死去し、什鉢苾はまだ17歳と若かったので、国人たちは什鉢苾を泥歩設に任じ、幽州の北の東突厥東部に住まわせ、始畢可汗の弟の俟利弗設を立てて、これを処羅可汗とした。
武徳3年（620年）、叔父の頡利可汗が大可汗に即位すると、泥歩設什鉢苾は小可汗である突利可汗に封ぜられ、幽州の北に牙を建てた。
武徳6年（624年）8月、頡利可汗・突利可汗は国を挙げて唐に入寇したので、李世民がこれを征討し、頡利可汗・突利可汗は軍を引いた。その後、頡利可汗は突利可汗と夾畢特勤阿史那思摩を唐に派遣して、和睦を請願した。
突利可汗は東突厥東部に在って、奚・霫などの数十部を管轄したが、重税を課したため、諸部の多くはこれを怨むようになった。
貞観元年（627年）、突利可汗の重税により、薛延陀・奚・霫などが東突厥から離反して唐に帰順してしまう。頡利可汗はそのことに怒り、次弟の延陀設（えんだ・シャド：官名）に北征させ、突利可汗を捕らえて鞭打ちの刑に処した。
同年、陰山以北の薛延陀・回紇・抜野古（バイルク）などの諸部は相次いで反乱をおこし、その欲谷設を敗走させた。頡利可汗は突利可汗を遣わして、これを討伐させたが、敗北して軽騎で逃げ帰ったので、頡利可汗は怒り、突利可汗を十数日拘束した。突利可汗はこれにより怨みを抱き、内心で謀反を考えるようになった。
突利可汗は武徳（618年 - 626年）の時に太宗李世民と兄弟の契りを結んでおり、太宗とは親密な関係にあった。そこで貞観3年（629年）12月、突利可汗は郁射設・蔭奈特勤らとともに唐に投降した。
貞観4年（630年）、突利可汗は唐より右衛大将軍を授かり、食邑700の北平郡王に封ぜられた。また、順州都督となる。
貞観5年（631年）冬10月、唐に召されて入朝し、并州に至ったところで病死した。享年29。太宗はこれを哀しみ、詔で中書侍郎の岑文本にその碑文を書かせ、子の賀邏鶻（がらこつ）が後を継いだ。

## 妻子
- 妻
  - 淮南公主
- 子
  - 阿史那賀邏鶻

## 参考資料
- 『旧唐書』（列伝第百四十四上）
- 『新唐書』（列伝百四十上 突厥上）
- 護雅夫『古代トルコ民族史研究Ⅰ』（1967年、山川出版社）